# Miagrammopes fasciatus
Miagrammopes fasciatus là một loài nhện trong họ Uloboridae.
Loài này thuộc chi Miagrammopes. Miagrammopes fasciatus được William Joseph Rainbow miêu tả năm 1916.